# Friesea millsi
Friesea millsi är en urinsektsart som beskrevs av Christiansen och Bellinger 1980. Friesea millsi ingår i släktet Friesea och familjen Neanuridae. Inga underarter finns listade i Catalogue of Life.